# Erebia churchillensis
Erebia churchillensis är en fjärilsart som beskrevs av B.C.S Warren 1936. Erebia churchillensis ingår i släktet Erebia och familjen praktfjärilar. Inga underarter finns listade i Catalogue of Life.